# Kim Kirschen
Kim Kirschen (16 de septiembre de 1996) es una deportista alemana que compite en esgrima, especialista en la modalidad de florete. Ganó una medalla de bronce en el Campeonato Europeo de Esgrima de 2022, en la prueba por equipos.

## Palmarés internacional
| Campeonato Europeo | Campeonato Europeo | Campeonato Europeo | Campeonato Europeo  |
| Año                | Lugar              | Medalla            | Prueba              |
| ------------------ | ------------------ | ------------------ | ------------------- |
| 2022               | Antalya (Turquía)  | Medalla de bronce  | Florete por equipos |